# Las Rozas Black Demons 2016
Questa voce raccoglie le informazioni riguardanti i Las Rozas Black Demons nelle competizioni ufficiali della stagione 2016.

## Maschile

### LNFA Serie C 2016

#### Playoff
| Las Rozas de Madrid 29 aprile 2016 | Las Rozas Black Demons | 20 – 8 | Camioneros de Coslada |  |

| Fuengirola 14 maggio 2016 | Fuengirola Potros | 0 – 20 | Las Rozas Black Demons |  |

| 18 maggio 2016 | Las Rozas Black Demons | 0 – 18 | Osos de Rivas |  |

### LMFA11 2016

#### Stagione regolare
| Las Rozas de Madrid 5 novembre 2016, ore 19:00 | Las Rozas Black Demons | 72 – 0 | ANV Cuervos | Campo El Cantizal |

| Las Rozas de Madrid 19 novembre 2016, ore 19:30 | Las Rozas Black Demons | 50 – 0 | Tres Cantos Jabatos | Campo El Cantizal |

| Madrid 3 dicembre 2016, ore 19:30 | Toros de Madrid | 0 – 41 | Las Rozas Black Demons | Centro Deportivo Municipal de Vicálvaro |

#### Playoff
| Coslada 18 dicembre 2016, ore 11:30 | Camioneros de Coslada | 22 – 8 | Las Rozas Black Demons | Polideportivo Valleaguado |

### Statistiche di squadra
| Competizione             | %Vittorie | In casa | In casa | In casa | In casa | In casa | In casa | In trasferta | In trasferta | In trasferta | In trasferta | In trasferta | In trasferta | Totale | Totale | Totale | Totale | Totale | Totale |
| Competizione             | %Vittorie | G       | V       | N       | P       | Pf      | Ps      | G            | V            | N            | P            | Pf           | Ps           | G      | V      | N      | P      | Pf     | Ps     |
| ------------------------ | --------- | ------- | ------- | ------- | ------- | ------- | ------- | ------------ | ------------ | ------------ | ------------ | ------------ | ------------ | ------ | ------ | ------ | ------ | ------ | ------ |
| LNFA-C Playoff           | .667      | 2       | 1       | 0       | 1       | 20      | 26      | 1            | 1            | 0            | 0            | 20           | 0            | 3      | 2      | 0      | 1      | 40     | 26     |
| LMFA11 Stagione regolare | 1.000     | 2       | 2       | 0       | 0       | 122     | 0       | 1            | 1            | 0            | 0            | 41           | 0            | 3      | 3      | 0      | 0      | 163    | 0      |
| LMFA11 Playoff           | .000      | 0       | 0       | 0       | 0       | 0       | 0       | 1            | 0            | 0            | 1            | 8            | 22           | 1      | 0      | 0      | 1      | 8      | 22     |
| Totale                   | .714      | 4       | 3       | 0       | 1       | 142     | 26      | 3            | 2            | 0            | 1            | 69           | 22           | 7      | 5      | 0      | 2      | 211    | 48     |

## Femminile

### LNFA Femenina 2016

#### Stagione regolare
| 23 gennaio 2016, ore 18:00 | Las Rozas Black Demons | 6 – 19 referto | Barberá Rookies |  |

| 13 febbraio 2016, ore 18:00 | Las Rozas Black Demons | 19 – 0 referto | Terrassa Reds |  |

| 6 marzo 2016, ore 11:30 | Badalona Dracs | 6 – 52 referto | Las Rozas Black Demons |  |

| 10 aprile 2016, ore 12:00 | L'Hospitalet Pioners | 14 – 45 referto | Las Rozas Black Demons |  |

| 15 maggio 2016, ore 10:30 | Las Rozas Black Demons | 18 – 20 referto | Barcelona Búfals |  |

### Statistiche di squadra
| Competizione            | %Vittorie | In casa | In casa | In casa | In casa | In casa | In casa | In trasferta | In trasferta | In trasferta | In trasferta | In trasferta | In trasferta | Totale | Totale | Totale | Totale | Totale | Totale |
| Competizione            | %Vittorie | G       | V       | N       | P       | Pf      | Ps      | G            | V            | N            | P            | Pf           | Ps           | G      | V      | N      | P      | Pf     | Ps     |
| ----------------------- | --------- | ------- | ------- | ------- | ------- | ------- | ------- | ------------ | ------------ | ------------ | ------------ | ------------ | ------------ | ------ | ------ | ------ | ------ | ------ | ------ |
| LNFAF Stagione regolare | .600      | 3       | 1       | 0       | 2       | 43      | 39      | 2            | 2            | 0            | 0            | 97           | 20           | 5      | 3      | 0      | 2      | 140    | 59     |
| Totale                  | .600      | 3       | 1       | 0       | 2       | 43      | 39      | 2            | 2            | 0            | 0            | 97           | 20           | 5      | 3      | 0      | 2      | 140    | 59     |